# Sirone
Sirone (lombardul: Siron) település Olaszországban, Lombardia régióban, Lecco megyében. Lakosainak száma 2315 fő (2023. január 1.). Sirone Barzago, Dolzago, Garbagnate Monastero, Molteno és Oggiono községekkel határos.

## Népesség
A település lakossága az elmúlt években az alábbi módon változott:
| Lakosok száma | 2369 | 2337 | 2315 |
|               | 2017 | 2018 | 2023 |